# Marktl
Marktl est une commune allemande de Bavière, sur l'Inn, près de la frontière autrichienne. Elle se situe dans l'arrondissement d'Altötting, dans le district (Regierungsbezirk) de Haute-Bavière.
La commune est souvent citée sous le nom de Marktl am Inn (Marktl-sur-l'Inn), y compris sur le site internet de la commune, mais ce nom n'est pas officiel.

## Personnalités
C'est le lieu de naissance de Joseph Alois Ratzinger, devenu pape en 2005, sous le nom de Benoît XVI. Né à Marktl le 16 avril 1927, il y vécut avec ses parents, sa sœur aînée Maria et son frère aîné Georg Ratzinger, pendant deux ans.

## Jumelages
- Wadowice (Pologne)
- Gönnheim (Allemagne)
- Sotto il Monte Giovanni XXIII (Italie)

## Galerie

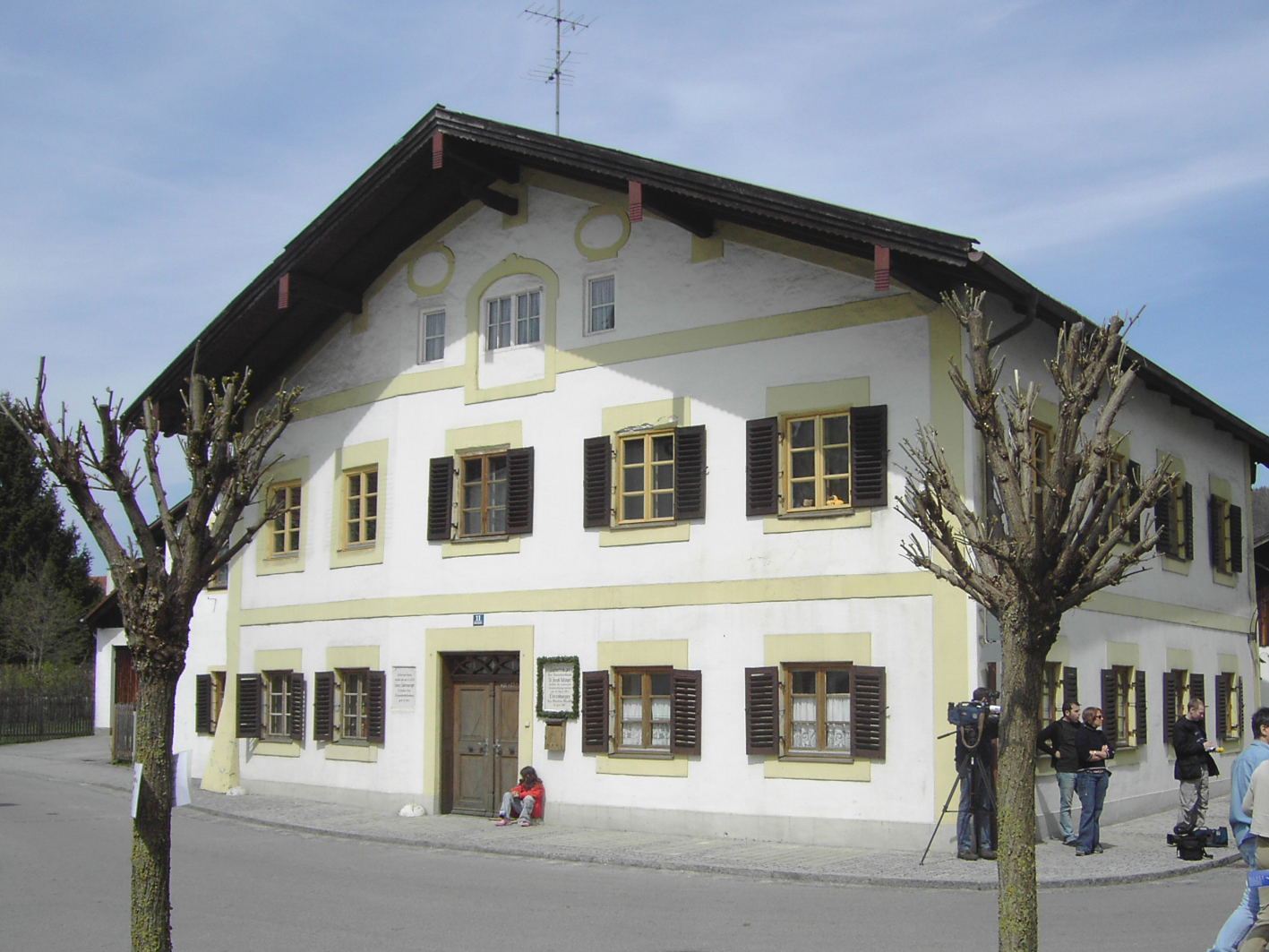
La maison natale du pape Benoît XVI.
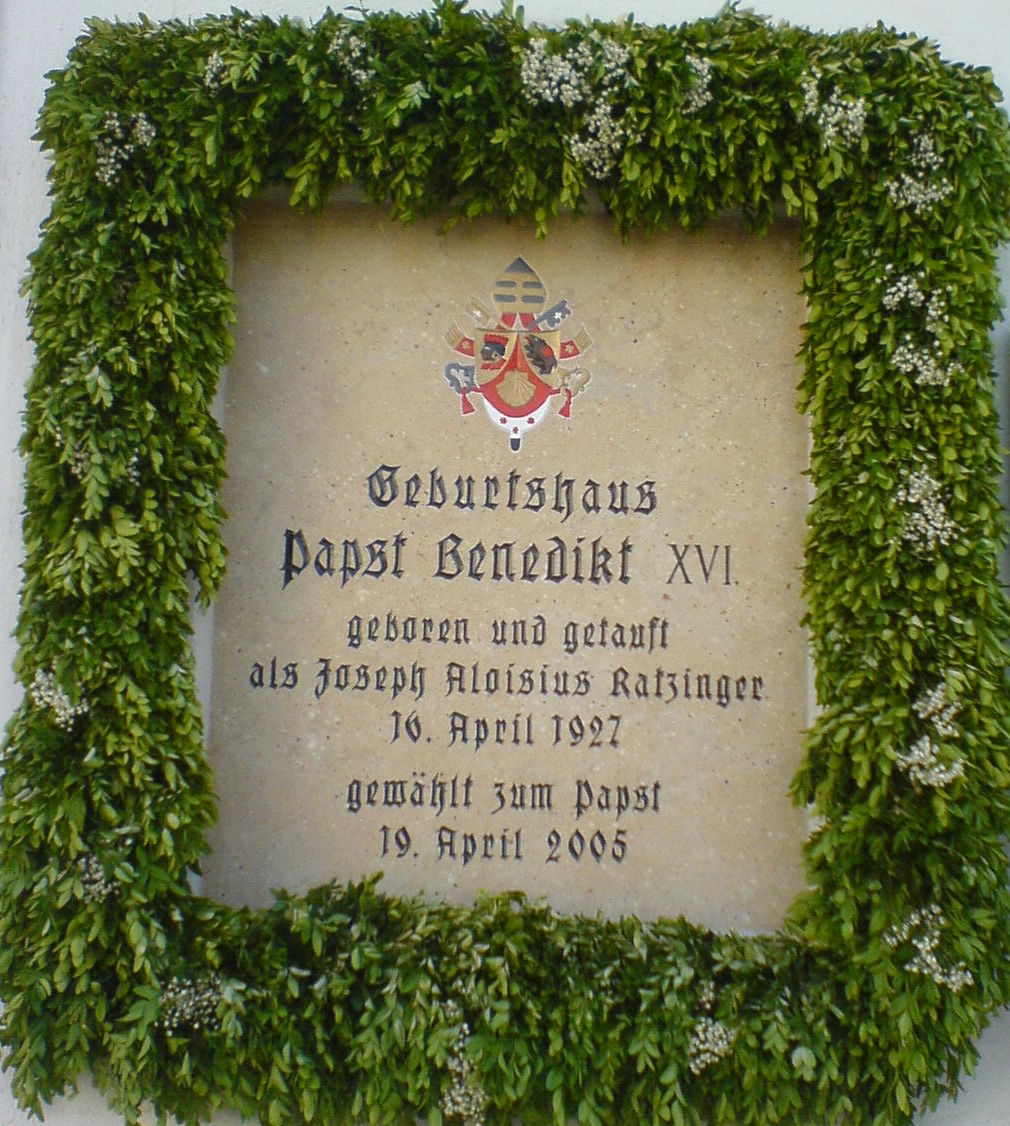
Plaque commémorative du lieu de naissance du pape.
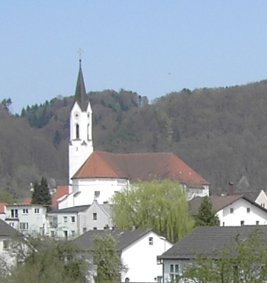
L'église Saint-Oswald de Marktl.
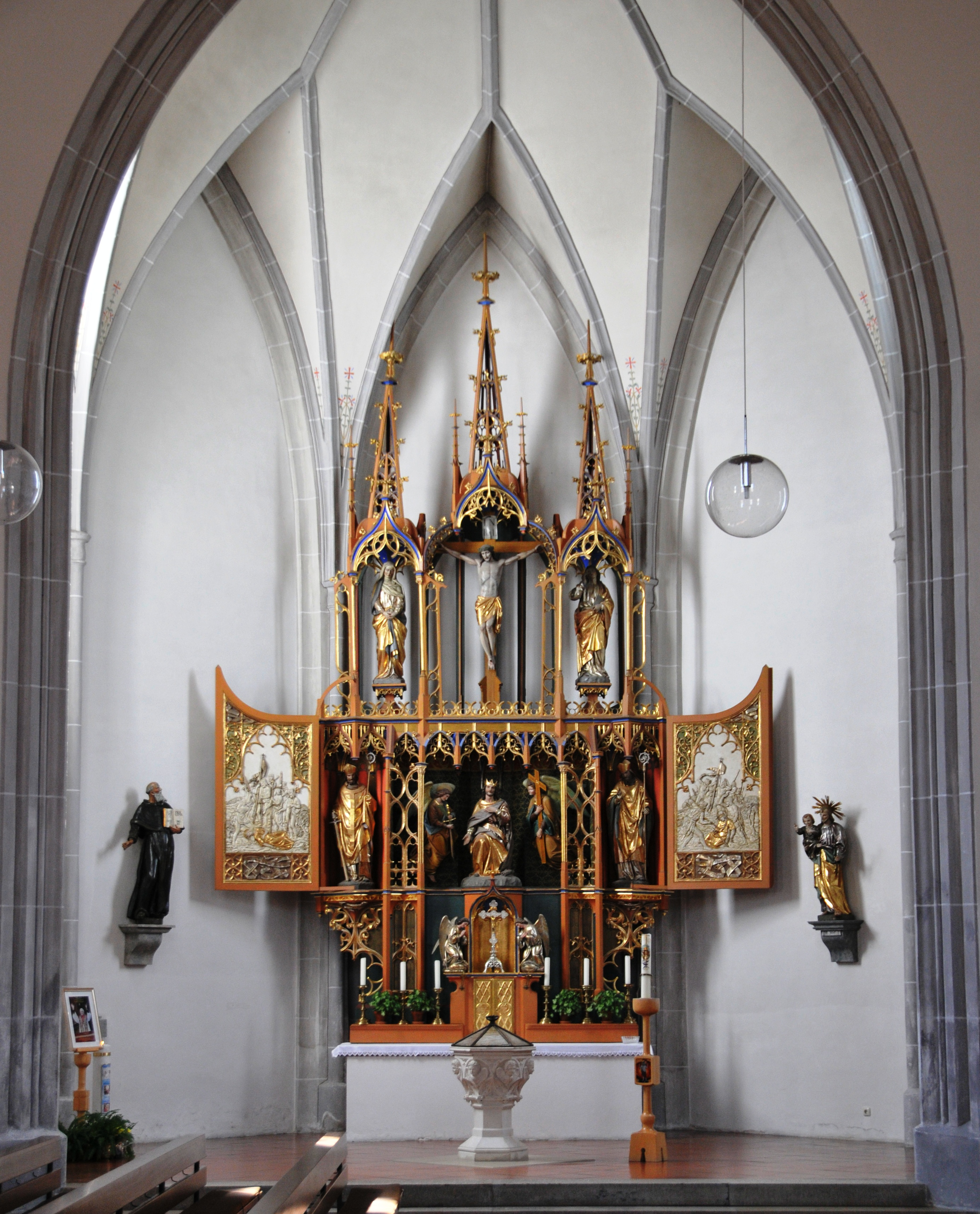
Le baptistère, lieu du baptême de Joseph Ratzinger, futur pape Benoît XVI.
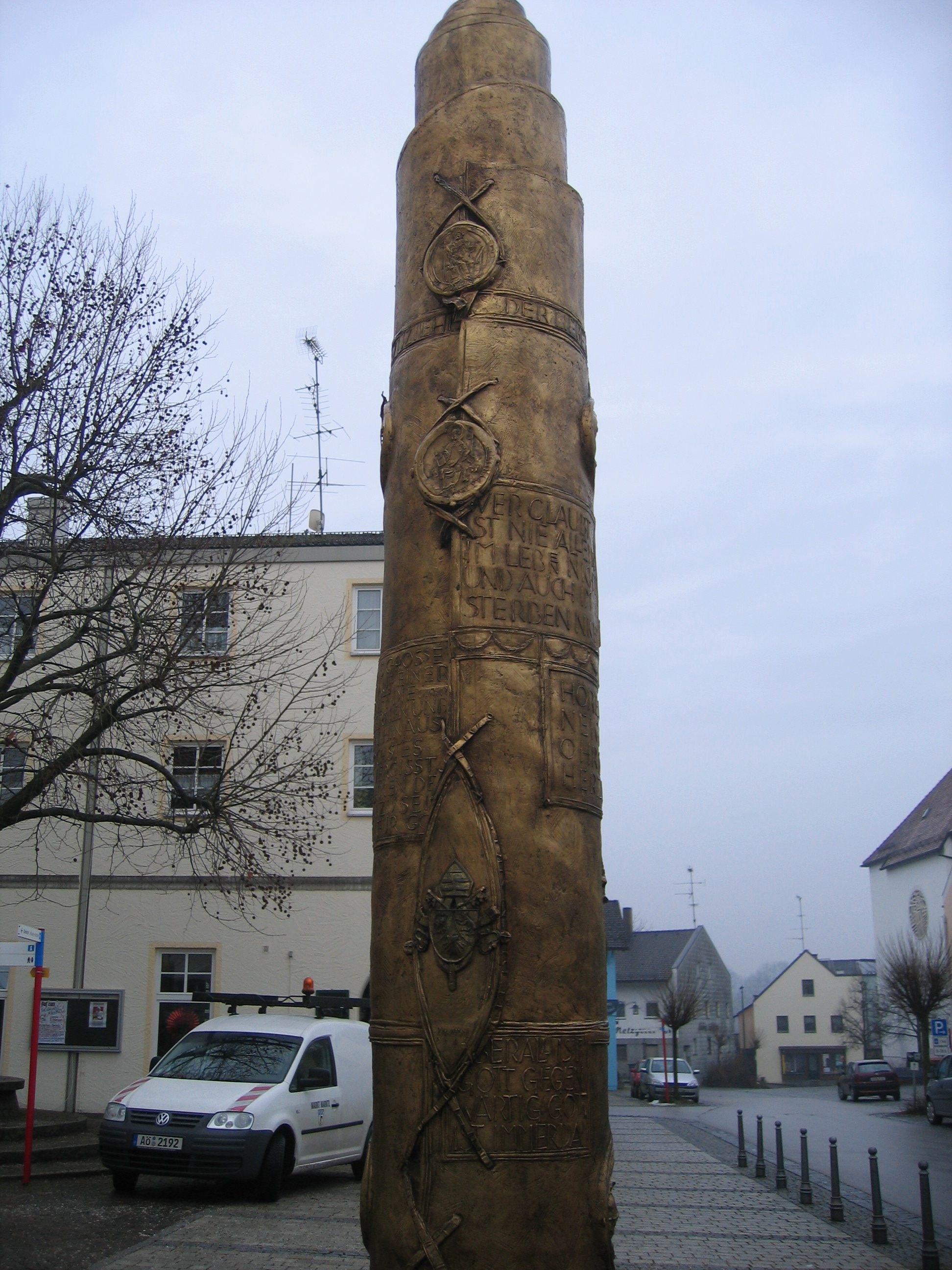
La « Colonne Benoît » (Benediktsäule).